# Стрелець (Старозагорська область)
Стреле́ць (болг. Стрелец) — село в Старозагорській області Болгарії. Входить до складу общини Стара Загора.

## Населення
За даними перепису населення 2011 року у селі проживали 143 особи, з них 139 осіб (97,2%) — болгари.
Розподіл населення за віком у 2011 році:
Динаміка населення: